# Castillo de Birkhill

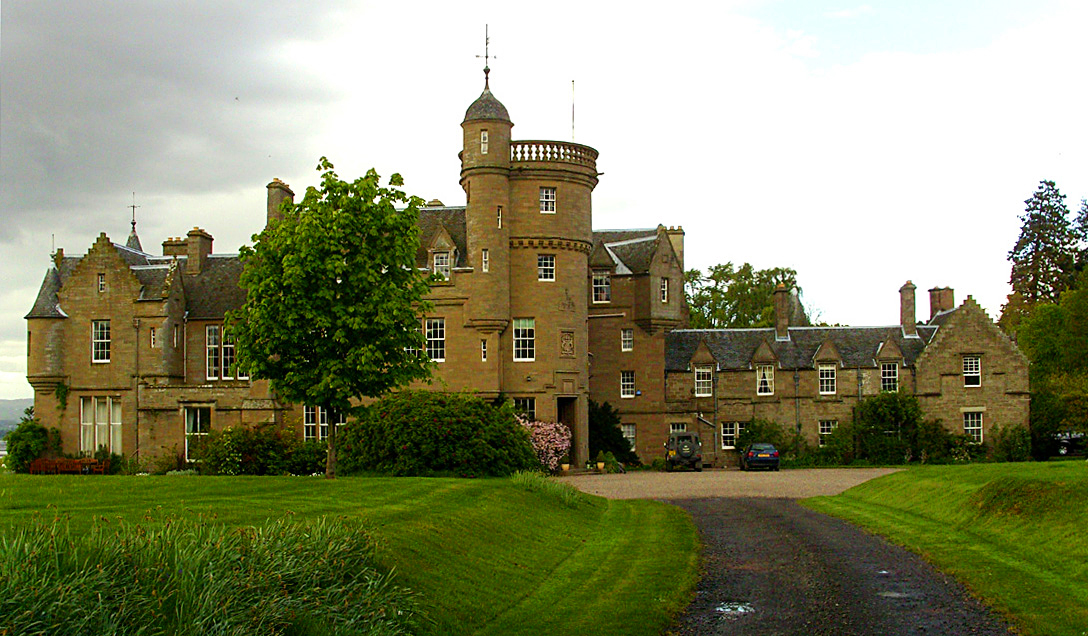
Castillo de Birkhill

El Castillo de Birkhill es la residencia del Conde de Dundee.
Ubicado a las orillas del Río Tay, a poca distancia de St. Andrews, el castillo ofrece una amplia gama de instalaciones para grupos corporativos y privados. Igualmente, es una opción romántica para celebrar bodas.

## Historia
El Castillo de Birkhill se encuentra a orillas del estuario del Río Tay en Fife. Es la residencia del Conde y la Condesa de Dundee y de sus cuatro hijos. La familia Dundee dirigen el Castillo de Birkhill y el Lord Dundee es miembro de la Cámara de los Lores, donde es un par representativo. También es el Abanderado Real Hereditario de Escocia. Su antepasado fue galardonado con este cargo por el rey escocés Alejandro II en el siglo XIII, y sus predecesores llevaron el estandarte escocés de William Wallace en el Puente Stirling y Robert Bruce en Bannockburn. Bruce nombró al portador de la bandera y sus sucesores como custodios de la ciudad de Dundee. En 1780 la familia construyó el actual Castillo de Birkhill.

## Familia
Lord Alexander Scrymgeour-Wedderburn (actual Conde de Dundee) se casó con Siobhan Mary Llewellyn (fallecida el 11 de marzo de 2019) el 19 de julio de 1979. Tienen cuatro hijos:
- Lady Marina Patricia Scrymgeour-Wedderburn (nacida el 21 de agosto de 1980). Se casó con Philip E. Thompson en 2004 y tienen un hijo.[5]
- Hon. Henry David Scrymgeour-Wedderburn, Vizconde de Dudhope (nacido el 20 de junio de 1982). Se casó con la artista belga Eloise Van Der Heyden en 2005 y tienen un hijo.[6]
- Lady Flora Hermione Vera Scrymgeour-Wedderburn (nacida el 3 de noviembre de 1985).[7]
- Lady Lavinia Rebecca Elizabeth Scrymgeour-Wedderburn (nacida en 1986). Estaba comprometida con Dominic McCann, hijo de Peter McCann. Entonces era instructora de equitación y McCann dirigía un hospital privado. Fue educada en Ampleforth.[8]

## El castillo
El Castillo está rodeado de hermosos jardines y una serie de plantas y árboles raros. Birkhill es principalmente una casa familiar y ofrece una cálida bienvenida a todos los que cruzan su puerta principal.
Aunque están enfocados en grupos privados y corporativos, su alojamiento también está disponible para el público en general.

## Actividades
Algunas de las actividades que se encuentran disponibles en el Castillo de Birkhill son las siguientes:
- Disparo
- Equitación
- Golf
- Natación
- Navegación
- Pesca
- Tenis